# 능애
능애(能哀, ?~?)는 후백제의 왕족이다.

## 생애
후백제의 군주인 견훤의 동생이자, 아자개의 둘째 아들로서 장군으로 활동했다.

## 능애가 등장하는 작품

### TV 드라마
- 태조 왕건 1TV KBS, 2000년~2002년, 배우:전병옥
- 제국의 아침 1TV KBS, 2002년~2003년, 배우:전병옥